# 미디어오늘
미디어오늘(영어: Media Today)은 대한민국의 진보 성향 주간지이다. 1989년 1월 17일 전국언론노동조합연맹에서 창간하였다. 창간 당시의 제호는 언론노보였으나 1995년 5월 17일 현재의 이름으로 바꾸었다. 2014년 5월 21일에 주간신문 950호를 발행했으며, 현재 대표이사는 이희정이다. 편집국 기자는 10여명 내외다. 현재 편집국장은 정철운이다. 미디어오늘은 대한민국의 미디어비평 전문매체다. 주로 언론의 문제점을 비평하고 기성 언론이 다루지 않는 사회문제를 조명하며 한국사회 언론권력의 문제점을 지적해왔다.

## 논란

### 엠바고 관련
소말리아 해적에게 납치된 인질의 구출작전인 아덴 만 여명 작전을 진행하면서 국방부는 작전에 대한 엠바고를 요청했다. 작전 돌입 사실이 보도되면 인질들이 위험에 처하고, 작전도 실패할 수 있다는 취지에서였다. 그러나 부산일보와 미디어오늘은 국방부의 엠바고 요청이 언론에 대한 통제라고 판단해 군사작전을 보도했다. 군의 요청 이후 곧 기사를 내린 부산일보와는 달리 미디어오늘은 끝까지 기사를 내리지 않았다. 긴급회의를 가진 국방부 출입 기자단은 선원의 안전한 구출이 먼저라는 판단 아래 엠바고를 계속 유지하기로 합의했다. 국방부는 미디어오늘의 출입등록을 취소했고, 이에 미디어오늘은 지면을 통해 반발했다. 최상재 당시 언론노조위원장은 "부산일보를 통해 이미 보도된 상황에서 엠바고를 요청한다는 것 자체가 무의미하며, 엠바고는 종료됐다고 봐야 함에도 이를 인용 보도한 매체마저 중징계한다는 것은 이해하기 어렵다"며 해당 징계가 부당함을 지적했다. 미디어오늘은 2012년 9월에도 외교부의 엠바고를 깼다. 당시 외교부는 제미니호 장기피랍 사태를 보도하지 말 것을 요청했다. 미디어오늘은 장기피랍사태가 보도되지 않고 있다고 보도했다. 이후 시사인과 KBS <추적60분>을 통해 관련 내용이 보도되었으며, 외교부는 엠바고를 풀었다. 미디어오늘 보도 이후 100일 뒤 제미니호 피랍선원은 전원 구출되었다.

## 같이 보기
- 전국언론노동조합연맹
- 신문과 방송